# Eluned Morgan, baronesa Morgan de Ely
Mair Eluned Morgan, baronesa Morgan de Ely (nacida el 16 de febrero de 1967) es una política británica del Partido Laborista, actual ministra principal de Gales desde agosto de 2024. Es miembro del Senedd por la región de Mid and West Wales desde 2016 y fue miembro del Parlamento Europeo entre 1994 y 2009. Fue ennoblecida con un título vitalicio en 2011 y se sentó en la Cámara de los Lores hasta su elección al legislativo galés. Ha ocupado diversos cargos ministeriales en el Gobierno de Gales, incluida la cartera de Salud y Asistencia Social entre 2021 y 2024. Es la primera mujer en ser elegida líder del Partido Laborista galés y en ocupar el cargo de primera ministra de Gales.

## Biografía

### Primeros años y formación
Eluned Morgan nació en Ely, Cardiff, hija del reverendo Bob Morgan, vicario anglicano y destacado político local del Partido Laborista, y de Elaine Morgan. Asistió a la escuela pública bilingüe Ysgol Gyfun Gymraeg Glantâf y obtuvo una beca para estudiar en el United World College of the Atlantic, en el Vale of Glamorgan. Posteriormente se licenció en Estudios Europeos por la Universidad de Hull. Antes de dedicarse a la política, trabajó como investigadora para el canal de televisión galés S4C, en la productora Agenda TV y en la BBC.

### Carrera política

#### Parlamento Europeo
En 1994, con 27 años, Morgan fue elegida miembro del Parlamento Europeo por Gales, convirtiéndose en la eurodiputada más joven de la legislatura y en una de las primeras mujeres galesas en ocupar un cargo político a tiempo completo. Fue reelegida en 1999 y 2004, y permaneció en Bruselas y Estrasburgo hasta 2009. Durante su etapa europea, fue portavoz laborista en asuntos de industria, ciencia y energía, participó en la comisión de control presupuestario y lideró la elaboración de un Libro Verde sobre energía.

#### Cámara de los Lores
En enero de 2011 fue creada baronesa Morgan de Ely, de Ely en la ciudad de Cardiff, convirtiéndose en miembro vitalicio de la Cámara de los Lores. Desde allí ejerció como ministra en la sombra para Gales (2013–2016) y para Asuntos Exteriores (2015–2016), además de ser whip laborista.

#### Senedd y Gobierno de Gales
En las elecciones al Senedd de 2016 fue elegida miembro regional por Mid and West Wales. En noviembre de 2017 fue nombrada ministra del idioma galés y formación continua en el Gobierno de Gales. En diciembre de 2018 asumió la cartera de relaciones internacionales y lengua galesa.
En octubre de 2020 se convirtió en ministra de Salud Mental y Bienestar, y tras las elecciones de 2021 fue nombrada ministra de Salud y Asistencia Social, dirigiendo la respuesta sanitaria en las últimas fases de la pandemia de COVID-19.

#### Liderazgo del Partido Laborista galés y Ministra Principal
Tras la dimisión del primer ministro Vaughan Gething en julio de 2024, Morgan anunció su candidatura para sucederle como líder del Partido Laborista galés. Fue elegida sin oposición el 24 de julio de 2024 y el 6 de agosto fue investida como primera ministra de Gales, siendo la primera mujer en la historia en ocupar el cargo.

## Vida personal
Morgan está casada con Rhys Jenkins, médico de cabecera y sacerdote no remunerado, y tienen dos hijos. Es cristiana practicante y ha ocupado diversos cargos honoríficos en instituciones académicas y culturales, como la Universidad de Cardiff y la organización Live Music Now Wales.